# Auguste Bérard
Auguste Bérard (Varrains, 1 de agosto de 1802-París, 16 de octubre de 1846) fue un cirujano francés. Era hermano del médico Pierre Honoré Bérard (1797-1858).

## Biografía
Estudió medicina en París y se doctoró en 1829 con la tesis De la luxation spontanée de l'occipital sur l'atlas et de l'atlas sur l'axis. Posteriormente trabajó como cirujano en el Hôpital Saint-Antoine, la Salpêtrière, Hôpital Necker y La Pitié. En 1842 sucedió a Louis Joseph Sanson (1790-1841) como profesor de cirugía clínica en la facultad de París.
Sus contribuciones quirúrgicas incluyeron el tratamiento de fracturas, estafilorrafia (reparación quirúrgica del paladar hendido), irrigación continua de heridas, etc. Con Charles-Pierre Denonvilliers (1808-1872), fue coautor del muy aclamado Compendium de chirurgie pratique, de que sólo parte de la obra había sido emitida antes de la muerte de Bérard. Entre sus otros escritos se encuentran numerosos artículos en el Dictionnaire de médecine.
En 1838 se convirtió en miembro de la Académie nationale de médecine.